# Карнейро, Роберт
Роберт «Боб» Леонард Карнейро (англ. Robert (Bob) L. (Leonard) Carneiro; 4 июня 1927, Нью-Йорк, Нью-Йорк — 24 июня 2020, Нью-Гэмпшир) — американский антрополог, теоретик; исследователь происхождения государства и эволюции общества; также его интересовали экология и местные (туземные) технологии. Доктор философии (1957). С 1957 года сотрудник Американского музея естественной истории, с 2010 года куратор-эмерит южноамериканской этнологии и эмерит-профессор Richard Gilder Graduate School. Член НАН США (1999; эмерит). Также являлся адъюнкт-профессором Колумбийского университета.
Автор Circumscription theory.

## Биография
Родился в кубинской семье; будучи коренным нью-йоркцем, гордился своим кубинским происхождением. Учился в престижной Horace Mann School. После окончания школы поступил в Мичиганский университет на политологию — потому что его отец хотел, чтобы он стал юристом. Однако прежде чем получить степень бакалавра политологии в 1949 году, Роберт успел дополнительно прозаниматься антропологией у Лесли Уайта. Затем работал у своего отца в его A. M. Carneiro & Company; вскоре ему удалось убедить того отпустить его вновь на учебу; осенью 1950 года вернулся в Мичиганский университет на программу антропологии, стал аспирантом Л. Уайта, получил степень магистра антропологии (1952). Во время написания диссертации преподавал в Университете Висконсина с 1956 по 1957 год. В 1957 году получил степень доктора философии по антропологии в Мичиганском университете, с диссертацией «Subsistence and Social Structure: An Ecological Study of the Kuikuru Indians». Среди его сокурсников там был Льюис Бинфорд. С 1957 года сотрудник отдела антропологии Американского музея естественной истории, сперва ассистент-куратор, с 1963 года ассоциированный куратор, с 1969 года куратор южноамериканской этнологии, с 2010 года эмерит. Также являлся адъюнкт-профессором антропологии Колумбийского университета. Феллоу Американской ассоциации содействия развитию науки (1959) и Нью-Йоркской академии наук (1983).
Участник полевых исследований. В 1970-х в Science вышла его основополагающая статья «A Theory of the Origin of the State». По мнению Raymond Hames, с теорией Карнейро на указанный счет «можно соглашаться или нет», но нельзя рассматривать эту тематику без ссылки на его фундаментальную статью. Сергей Александрович Нефёдов указывал «завоевавшей большой авторитет» теорию происхождения государства Р. Карнейро. Он был ярым сторонником позиции о постепенном переходе от вождеств к государству.
Джойс Маркус характеризовала Карнейро как «гигантскую фигуру в истории антропологии. Он был социокультурным антропологом, которого археологи чаще всего цитировали, прежде всего потому, что он был ведущим в мире теоретиком культурной эволюции…» Отмечают, что он был «очарован» Гербертом Спенсером. В 2005 году кафедра антропологии его альма-матер, Мичиганского университета, учредила Robert L. Carneiro Distinguished University Professorship in Cultural Evolution.
Автор пяти книг — в том числе самостоятельно изданной The Evolution of the Human Mind — и многих статей, публиковался в ведущих журналах по антропологии и археологии.
Первая супруга — Gertrude (Trudie) Evelyn Dole, развелись в 1979 году. Вторая жена — Barbara Bode (ум. 2020), которую он ненадолго пережил; остались сын и трое внуков.

## Сочинения
- Карнейро Р. Л. Переход от охоты к земледелию. // Советская этнография. 1969. № 5. С. 68-78.
- Карнейро Р. Л. Процесс или стадии: ложная дихотомия в исследовании истории возникновения государства // Альтернативные пути к цивилизации / под ред. Н. Н. Крадина [и др.] — М.: Логос, 2000. — С. 84-94.
- Карнейро Р. Л. Было ли вождество сгустком идей? // Раннее государство, его альтернативы и аналоги / под ред. Л. Е. Гринина [и др.] — Волгоград: Учитель, 2006. — С. 211—228.
- Карнейро Р. Л. Теория происхождения государства // Раннее государство, его альтернативы и аналоги / под ред. Л. Е. Гринина [и др.] — Волгоград: Учитель, 2006. — С. 55-70.